# Pont Reina Alexandrina
El Pont Regna Alexandrina (en danès: Dronning Alexandrines Bro) és un pont en arc de 746 m de longitud que creua l'Ulvsund, l'estret entre les illes de Selandia i Møn, a Dinamarca. És també conegut com a "pont de Møn" (Mønbroen).
El pont es va obrir al tràfic el 30 de maig de 1943, i va rebre el nom de la reina Alexandrina, consort de Cristián X de Dinamarca. El pont va reemplaçar la ruta de transbordadors entre els poblats de Kalvehave (Selàndia) i Koster (Møn).
Mesura 746 metres de longitud. L'arc central, construït en acer, és el més ample, mesurant 127,5 m; aquí s'aconsegueix la major altura, que és de 26 m. La resta dels arcs són de formigó, amb amplàries i altures diferents. L'obra va ser projectada per l'enginyer civil Anker Engelund (1889-1961).